# Saint-Maurice-sur-Moselle
Saint-Maurice-sur-Moselle è un comune francese di 1 515 abitanti situato nel dipartimento dei Vosgi nella regione del Grand Est.

## Società

### Evoluzione demografica
Abitanti censiti